# Desmognathus welteri
Desmognathus welteri är en groddjursart som beskrevs av Barbour 1950. Desmognathus welteri ingår i släktet Desmognathus och familjen lunglösa salamandrar. IUCN kategoriserar arten globalt som livskraftig. Inga underarter finns listade i Catalogue of Life.